# 法蘭西絲卡
《法蘭西絲卡》是一部由曼紐·迪·奧立維亞導演的1981年劇情片，改編自阿古絲蒂娜·貝薩-露薏絲發表於1979年的小說《芬妮·歐玟》。電影代表葡萄牙以奧斯卡最佳外語片獎入選第55屆奧斯卡金像獎，但最終未獲提名。

## 主要角色
- 泰瑞莎·文尼薩絲 飾 法蘭西絲卡「芬妮」·歐玟
- 迪奧哥·多瑞亞（英语：Diogo Dória） 飾 若澤·奧古斯托
- 馬利歐·巴羅索（英语：Mário Barroso） 飾 卡梅洛

## 外部連結
- Francisca （葡萄牙文）
- 互联网电影数据库（IMDb）上《法蘭西絲卡》的资料（英文）
- AllMovie上《法蘭西絲卡》的资料（英文）
- 爛番茄上《法蘭西絲卡》的資料（英文）